# Radio Garden
Radio Garden è un progetto di ricerca digitale e radiofonico olandese senza scopo di lucro sviluppato dal 2013 al 2016 dal Netherlands Institute for Sound and Vision (sotto la supervisione di Golo Föllmer dell'Università "Martin Lutero" di Halle-Wittenberg), dalla Transnational Radio Knowledge Platform e da altre cinque università europee. Secondo i creatori del servizio, l'obiettivo del progetto è ridurre le barriere tra le radio.

## Funzionamento
Nella home page del sito l'utente può esplorare in tempo reale una rappresentazione del globo terrestre per ascoltare le radio di varie città. L'impostazione del sito ricorda il funzionamento delle radio a onde corte, ma in questo caso la diffusione del segnale avviene in streaming.

## Concezione e design
Il design è formato da cerchi verdi sovrapposti a punti della mappa, che aumentano di dimensioni con il numero di emittenti disponibili nella zona. La grafica è stata realizzata dalle società Studio Puckey e Studio Moniker in collaborazione con il Netherlands Institute for Sound and Vision.
Il 14 marzo 2020 è stata pubblicata una nuova versione con funzionalità aggiornate.

## Interfaccia e formato
Il sito ha adottato il dominio di primo livello .garden, originariamente destinato ai professionisti del giardinaggio. L'interfaccia è completamente reattiva e si adatta a qualsiasi browser e risoluzione. I formati di conversione supportati per lo streaming sono MP3, Ogg e AAC.

## Blocco
Radio Garden è stato messo al bando in Turchia dal gennaio 2022 su richiesta del Consiglio supremo radiotelevisivo (RTÜK), che ha ordinato a Radio Garden di pagare il canone di trasmissione o di interrompere il servizio.
Per questioni di diritti, nel Regno Unito il servizio non trasmette radio straniere.